# Фаталибекова, Елена Абрамовна
Елена Абрамовна Фаталибекова (урождённая Рубцова; 4 октября 1947, Москва) — российская шахматистка, международный гроссмейстер (1977). Психолог. Дочь шахматистов Ольги Рубцовой и Абрама Поляка. С 1972 года носит фамилию мужа — тренера-психолога Александра Фаталибекова.
Окончила факультет психологии МГУ. Многократная чемпионка Москвы. Чемпионка СССР 1974 (в Тбилиси). Межзональный турнир на первенство мира 1-е место, (1976 Тбилиси). Елена Фаталибекова, в 1977 в Сочи выиграла 1/4 финальный матч претенденток на первенство мира (секундант А. Фаталибеков) со счетом 6 : 2 у В. Козловской (секундант И. Бондаревский).
Е. Рубцова (Фаталибекова) в чемпионате СССР среди девушек (1963) — 1—4-е места.; ДСО «Буревестник» (1969;  Москвы (1964, 1974, 1985, 1986. Лучшие результаты в других чемпионатах СССР: 1964 — 2—4-е; 1965 — 5—7-е; 1966 — 5-е; 1969 — 3-е; 1975 — 4—5-е; 1980/1981 — 6—7-е места. В чемпионате СССР 1965 года играла вместе с матерью Ольгой Рубцовой (в личной встрече Елена обыграла мать).
В составе команды СССР участница матча с командой Югославии (1967).
С начала 1970-х годов участница ряда соревнований на первенство мира: межзональные турниры — Охрид (1971) — 10-е;   Тбилиси (1976) — 1-е;  Аликанте (1979) — 6-е, Бад-Киссинген (1982) — 8—10-е;    матчи претенденток (1977) — выиграла ч/ф матч у В. Козловской — 6 : 2 (+4 −0 =4), проиграла п/ф матч А. Кушнир — 3½ : 6½ (+2 −5 =3). Матч проводился в Западном Берлине,ФРГ.
Лучшие результаты в других международных соревнованиях: Тбилиси — Гори (1970) — 2-е; Челябинск (1970/1971) — 1-е; Москва (1979 и 1984) - 4-е и 4—5-е; Йер (1980) — 1—2-е; Дечин (1980) — 1-е; Сочи (1980) — 2-е; Будапешт (1981 и 1982) — 1-е; Смедеревска-Паланка (1983) — 4—5-е; Наленчув (1985 и 1986) — 2-е места.
Шахматистка активного позиционного стиля; чётко ориентируется в комбинационных осложнениях, обладает высокой техникой игры в эндшпиле.

## Примечательная партия
Е. Фаталибекова — Г. Маркович (Аликанте, 1979) 
1.е4 с5 2.Kf3 е6 3.с3 Kf6 4.e5 Kd5 5.d4 cd 6.cd b6 7.Кс3 Сb7 8.Cd3 Ce7 9.Фе2 Фс8 10.Cd2 Са6 11.К:d5 ed 12.Лс1 Фb7 13.0—0 0—0 14.Cg5 С:g5 15.К:g5 h6 16.Kh7 С:d3 17.Ф:d3 Ле8 18.Kf6+ Kpf8 19.Фа3+ Ле7 20.К:d5, 1 : 0.

## Изменения рейтинга
| Графики недоступны из-за технических проблем. См. информацию на Фабрикаторе и на mediawiki.org. |